# Jeneum

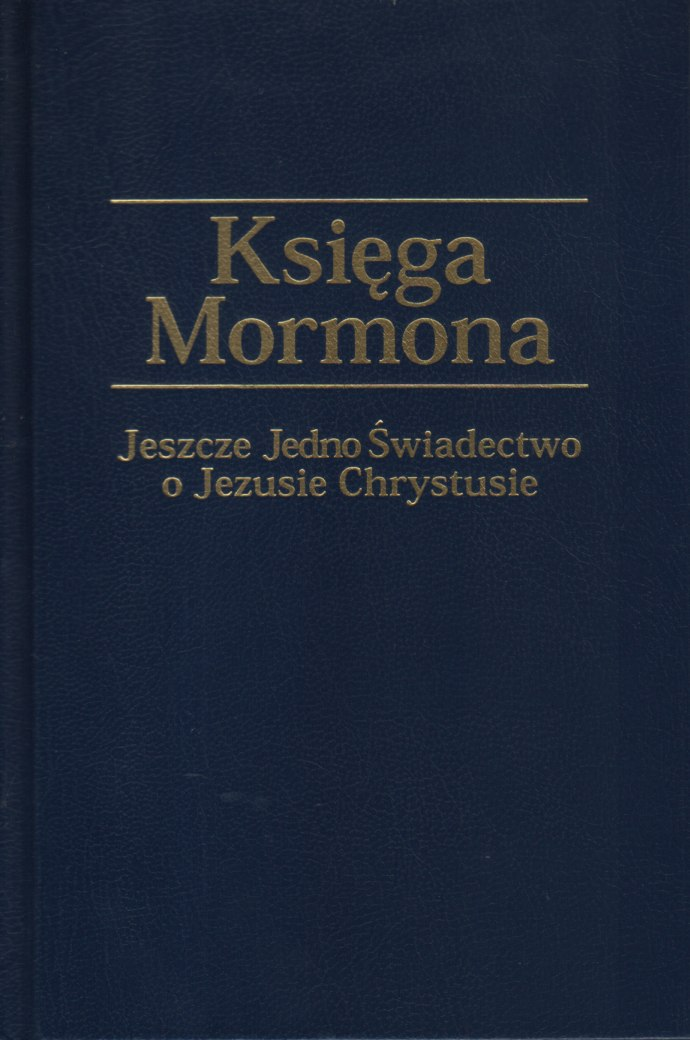
Księga Mormona, jedno z mormońskich pism świętych i jednocześnie źródło wzmianki o Jeneum

Jeneum (deseret dla wersji Joneum 𐐖𐐃𐐤𐐀𐐊𐐣) – w wierzeniach ruchu świętych w dniach ostatnich (mormonów) neficki wojskowy żyjący w IV wieku n.e. Jeden z dowódców w bitwie na wzgórzu Kumorah z 385, poległ w niej wraz ze wszystkimi swymi podkomendnymi. Jest obiektem spekulacji mormońskich teologów, którzy wzmiankę o nim umieszczają w partii materiału źródłowego Księgi Mormona określanej mianem większych płyt Nefiego. Imię Jeneum występuje też wśród wyznających mormonizm Maorysów. Niejasny zapis tego imienia spotkał się z zainteresowaniem badaczy tekstu mormońskiej świętej księgi.

## Wymowa imienia
Wymowa tego imienia wzbudzała pewne zainteresowanie mormońskich badaczy. Zostało ono zresztą ujęte w przewodniku po wymowie, dołączanym do każdego egzemplarza anglojęzycznej wersji Księgi Mormona od 1981. Źródła wskazują niemniej na znaczną różnicę między wymową preferowaną i powszechną współcześnie a tą z wczesnego okresu kolonizacji terytorium Utah. Pierwotna wymowa, zwłaszcza ta stosowana przez Josepha Smitha, ma pewne znaczenie w badaniach nazw własnych występujących w Księdze Mormona, choć, na gruncie mormońskiej teologii, nie jest w nich czynnikiem decydującym. Do ustalenia wymowy używanej przez Smitha wykorzystuje się między innymi wydanie Księgi Mormona w alfabecie deseret z 1869.
Istnieją wszelako relacje ludzi posługujących w procesie nazywanym przez świętych w dniach ostatnich tłumaczeniem Księgi Mormona, które rzucają światło na to, jak Smith pierwotnie radził sobie z nieznanymi słowami. Hugh Nibley, powołując się na relacje skrybów Smitha, stwierdził, że „nigdy nie wymawiał on takich słów, zawsze poprzestając na ich przeliterowaniu”. Ściśle na gruncie mormońskiej teologii nie próbuje się dociekać pierwotnej wymowy tegoż słowa, podobnie jak nie prowadzi się takowych rozważań wobec słów i nazw nefickich jako takich.
Również na gruncie mormońskiej teologii zauważa się inherentną problematyczność wymowy nazw i imion przynależnych do tej mormońskiej świętej księgi. Ma to wynikać z tego, że żadne z nich nie zostało przekazane Josephowi Smithowi ustnie, z wyjątkiem może imienia Moroniego, który wszak przedstawił się Smithowi w wizji. Z doktrynalnego punktu widzenia sposób, w jaki bohaterowie Księgi Mormona wypowiadali te słowa, pozostał nieznany pierwszemu mormońskiemu przywódcy.

## Pisownia imienia
Pisownia tego imienia pozostaje kwestią dość skomplikowaną i problematyczną. Pierwotny zapis, pozostawiony bezpośrednio w procesie nazywanym przez świętych w dniach ostatnich tłumaczeniem Księgi Mormona, a co za tym idzie w najwcześniejszym znanym manuskrypcie mormońskiego świętego tekstu, jest niepewny. Wiadomo natomiast, że jeden ze skrybów posługujących Josephowi Smithowi podczas przygotowywania manuskryptu dla drukarza odpowiedzialnego za pierwsze wydanie zapisał je pierwotnie jako „Jeneum”. Później wszelako, używając nieco większej ilości atramentu, dokonał najwyraźniej poprawek pierwszej i drugiej samogłoski. Badacze Księgi Mormona nie byli w stanie ustalić do jakich dokładnie zmian wówczas doszło. Royal J. Skousen sugerował, bez nazbyt silnych dowodów, opowiedzenie się za formą „Joneum”. Pośród przesłanek na rzecz tego właśnie wariantu zamiast dwóch pozostałych wskazywano nieistnienie jakiegokolwiek innego imienia w Księdze Mormona, które rozpoczynałoby się z jen czy też kończyłoby się z eam.
Kwestia ta przełożyła się na niekonsekwentny zapis tegoż imienia w kolejnych edycjach Księgi Mormona. W pierwszym wydaniu można było napotkać formę „Joneam”, podobnie było w wersjach, które zeszły z prasy drukarskiej w okresach 1830-1907 oraz 1911-1920. Obowiązująca od 1981 oficjalna edycja Księgi Mormona przyjęła w wersji anglojęzycznej pisownię „Jeneum”. Za tą decyzją podążyli również tłumacze na inne języki, w tym na polski czy hiszpański.

## W Księdze Mormona
W ściśle teologicznym sensie wzmiankowany jest w partii materiału określanej mianem większych płyt Nefiego. Na kartach Księgi Mormona pojawia się wyłącznie w wersie czternastym szóstego rozdziału Księgi Mormona w kontekście rozstrzygającej bitwy konfliktu neficko-lamanickiego, mianowicie bitwy na wzgórzu Kumorah (385). Przez komentatorów uznawany za generała, we wspomnianym starciu dowodził dziesięcioma tysiącami ludźmi. Poległ w niej wraz ze wszystkimi swymi podkomendnymi. Wzmiankowany pośrednio również w oszacowaniach liczby ofiar śmiertelnych tejże bitwy.

## W mormońskiej teologii oraz w badaniach nad Księgą Mormona
Istnienie Jeneum nie znalazło potwierdzenia w źródłach zewnętrznych. Językoznawcy związani z Kościołem Jezusa Chrystusa Świętych w Dniach Ostatnich rozważali etymologię imienia tego wojskowego, wskazując przy tym „Joneum” jako najbezpieczniejszą formę wyjściową do takowych spekulacji. Uznawali przy tym jego hebrajskie pochodzenie.
Imię Jeneum (w zapisie Honeama) występuje wśród wyznających mormonizm Maorysów.